# 查理斯·蘭德利
查理斯‧蘭德利（英語：Charles Landry，1948年7月1日—），作家、国际顾问，出生於英國，並成長與受教育於德國與義大利。著有都市理論專書《創意城市》他所提倡的創意城市，影響全球多數城市重新思考定義都市規劃、建設與管理的方式。他於1978年所創辦的智庫COMEDIA也開創了文化創意與城市轉型之間的連接。 
查理斯曾多次受臺北市政府(2009至2016)、新北市政府(2008)邀請來台擔任創意城市顧問，也成為台北市成功成為「2016 世界設計之都」的幕後推手，並從旁推動臺北市推動都市再生前進基地(URS)專案計畫。

## 理論與影響
查爾斯·蘭德里創造了《創意城市》一詞以描述在20世紀80年代後期城市在應對巨大的經濟和社會變革所發生的情況。
看似棘手的城市問題需要仰賴一個有想像力的行動來創建。這意味著一個城市需要嵌入創造力的文化，它的運作方式，並如何注入其所有組織的運作。最初有一個專注於藝術，並在城市推動創新，幫助，使他們與眾不同的創意產業的貢獻。越來越多他強調了組織文化如何需要改變發動一個城市的潛力，資源和資產。
近期研究重點在於跨文化城的想法。著眼於城市的多樣性如何可以成為城市發展的優勢，是否可導致城市革新並創造財富。不同文化可以超越現有的文化差異，引起公共空間、機構和公民文化的多元轉型。
同時經濟學者約翰霍金斯的著作《創意經濟》和理查 佛羅里達的《創意階層》等著作的出版也同時推動了全球創意城市運動的風起雲湧。

## COMEDIA智庫
COMEDIA 智庫為蘭德利於1978年創立，其目的在集結學者、社會實踐家等志同道合的人一同為城市生活把脈並尋求創意的整合方案。截至目前為止已推動在世界各地的500個計畫和超過200種出版品。

## 著作
- 《遊牧世界的市民城市》，2019年，馬可孛羅文化出版。The Civic City in a Nomadic World,  nai O1O publishers 2017.
- 《創意城市》，2008年，馬可孛羅文化出版。The Creative City: A Toolkit for Urban Innovators Routledge 1995
- “The Art of City Making” Routledge 2006
- “The Intercultural City” with Phil Wood, Routledge 2008
- 《創意臺北，勢在必行 Talented Taipei & The Creative Imperative》,2012年，台北市都市更新處出版，中英文電子書連結 https://web.archive.org/web/20190705053143/https://www.urstaipei.net/article/8816
- 《創意平臺:臺北，邁向城市3.0  A Creativity Platform: Harnessing the collective imagination of Taipei》,2014年，台北市都市更新處出版，中英文電子書連結 https://web.archive.org/web/20190705053144/https://www.urstaipei.net/article/16154
- 《台北的企圖心 TAIPEI：A CITY OF AMBITION》，2015年，台北市都市更新處出版，中英文電子書連結 https://web.archive.org/web/20190705053142/https://www.urstaipei.net/article/17213

## 外部連結
- http://charleslandry.com/ （页面存档备份，存于）
- http://www.comedia.org.uk/ （页面存档备份，存于）
- Charles Landry「集結台北的想像力」演講影片 https://web.archive.org/web/20160425135716/http://www.urstaipei.net/article/16163